# Frencq
Frencq (niederländisch Frenk) ist eine französische Gemeinde im  Département Pas-de-Calais nin der Region Hauts-de-France. Sie gehört zum Arrondissement Montreuil und zum Kanton Étaples.

## Lage
Die Gemeinde Frencq liegt im Westen des Artois, sieben Kilometer nordöstlich der Küstenstadt Étaples. Nachbargemeinden von Frencq sind Halinghen und Tingry im Norden, Hubersent im Nordosten, Hubersent im Nordosten, Cormont im Osten, Longvilliers im Südosten, Tubersent im Süden, Étaples im Südwesten, Lefaux im Westen sowie Widehem im Nordwesten.

## Bevölkerungsentwicklung
| Jahr                       | 1962 | 1968 | 1975 | 1982 | 1990 | 1999 | 2006 | 2013 | 2022 |
| -------------------------- | ---- | ---- | ---- | ---- | ---- | ---- | ---- | ---- | ---- |
| Einwohner                  | 804  | 808  | 749  | 730  | 742  | 705  | 757  | 803  | 899  |
| Quellen: Cassini und INSEE |      |      |      |      |      |      |      |      |      |

## Sehenswürdigkeiten

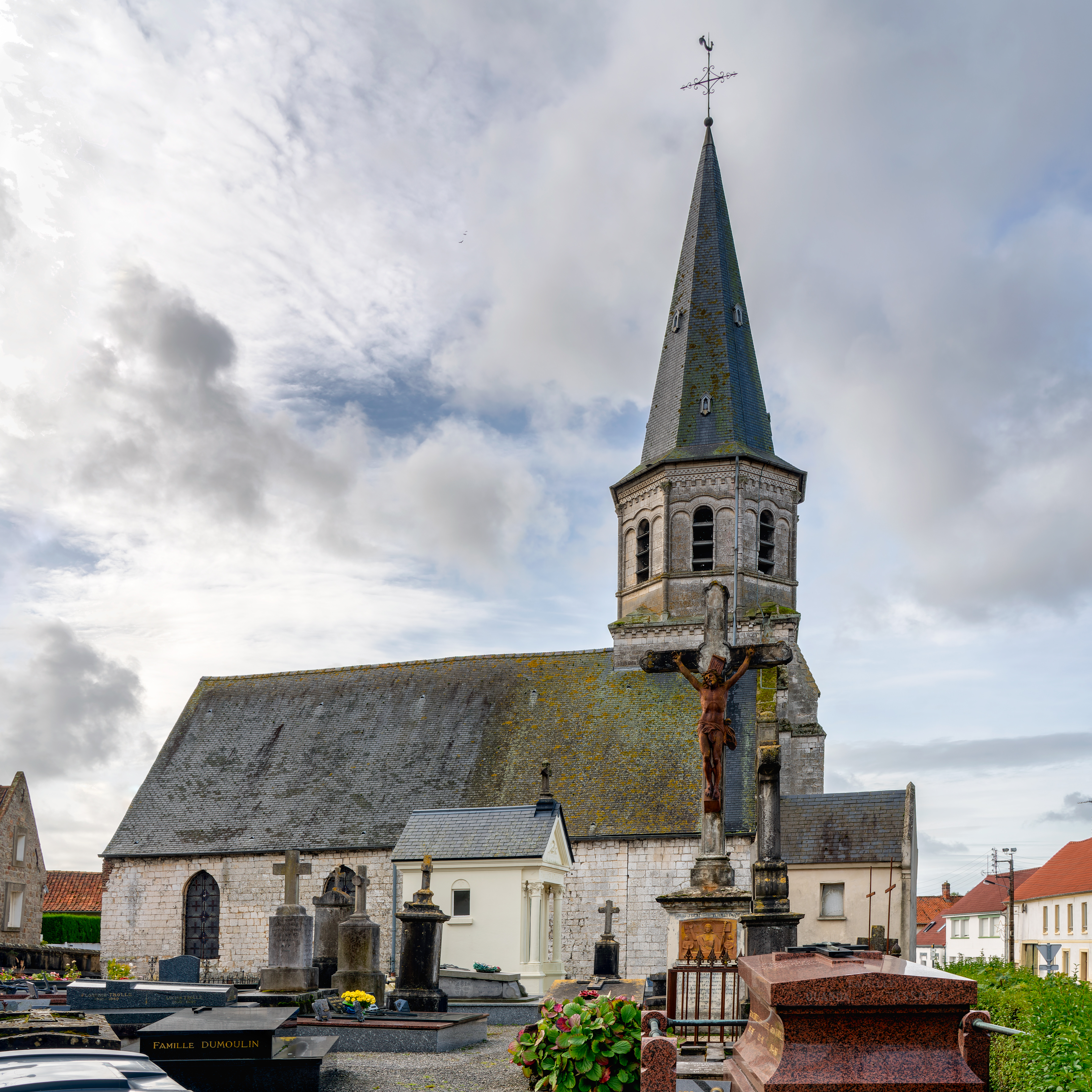
Kirche Saint-Martin
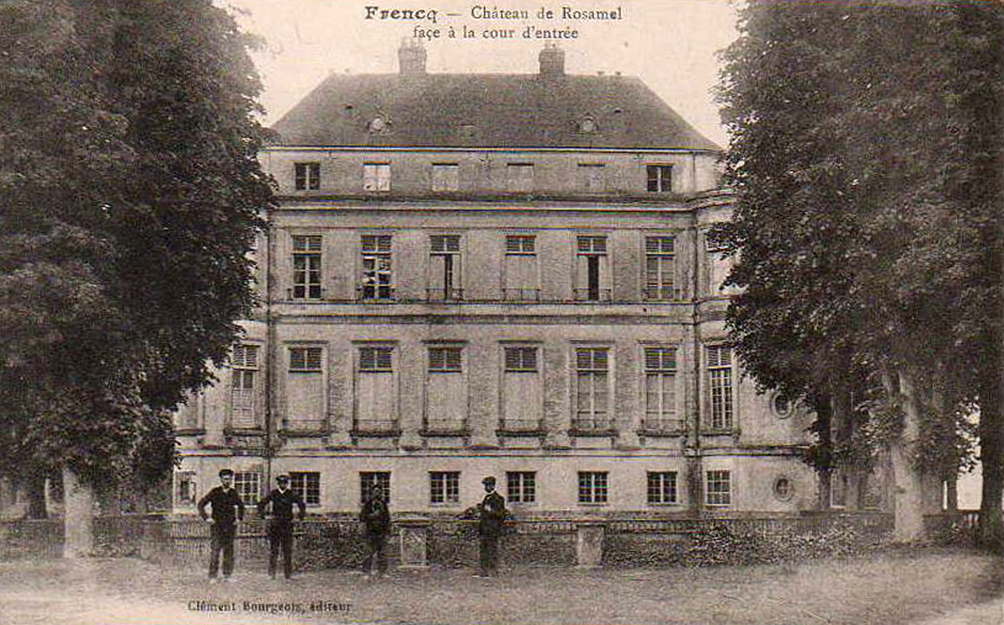
Eingang des Schlosses Rosamel
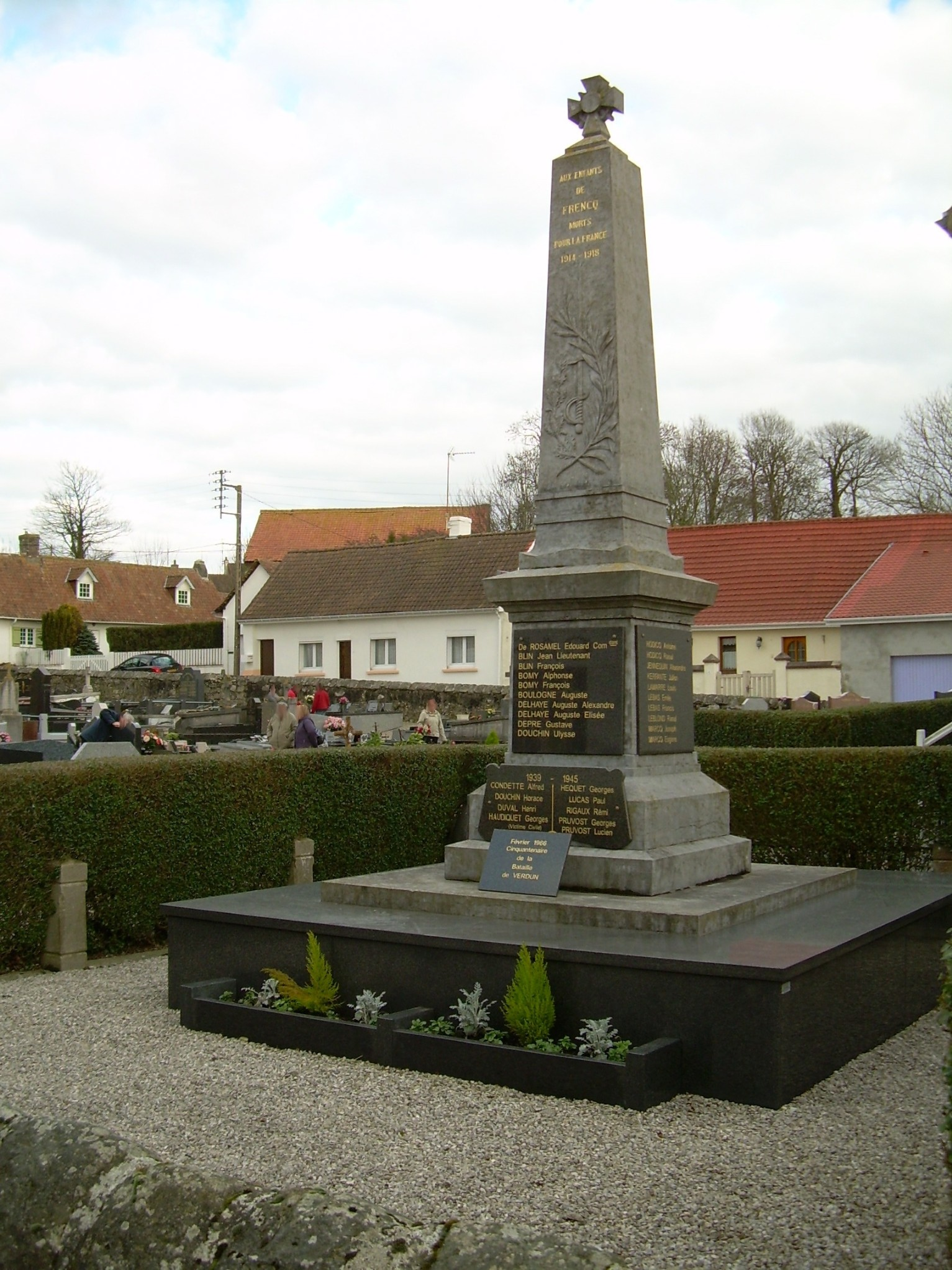
Gefallenendenkmal

- Schloss Rosamel

- Kirche Saint-Martin
- Eingang des Schlosses Rosamel
- Gefallenendenkmal